# Station Mexborough
Mexborough is een spoorwegstation van National Rail in Mexborough, Doncaster in Engeland. Het station is eigendom van Network Rail en wordt beheerd door Northern Rail. Het station is geopend in 1871.

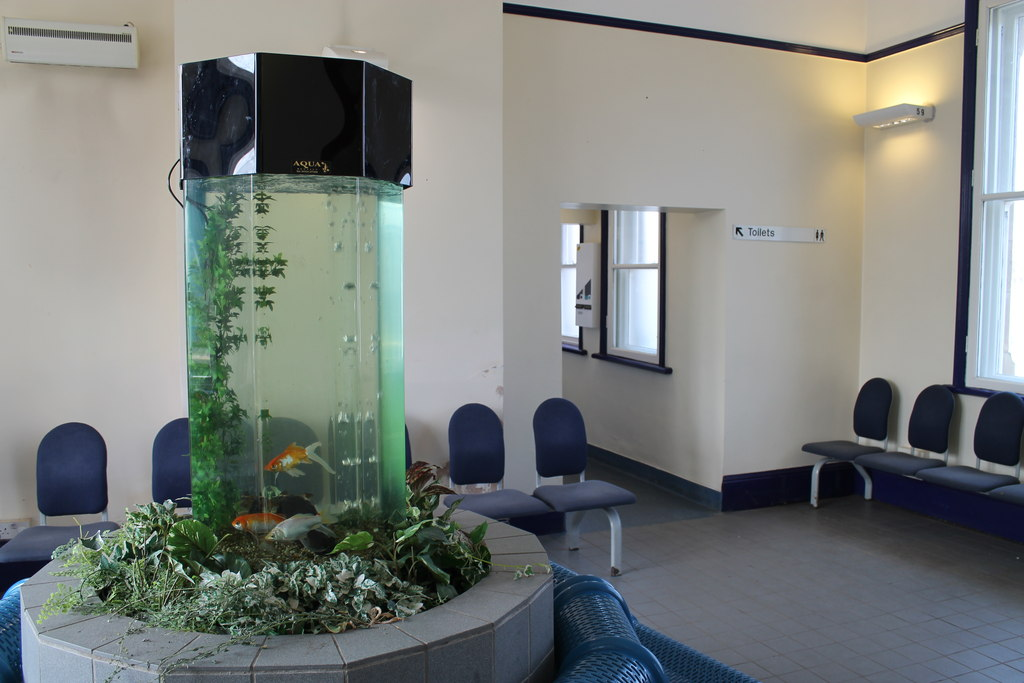
Wachtkamer